# Jacqueline Frank DeLuca
Pour les articles homonymes, voir DeLuca.
Jacqueline Frank DeLuca, née le 1er mai 1980 à Hermosa Beach, est une joueuse américaine de water-polo évoluant au poste de gardien de but.
Avec l'équipe des États-Unis de water-polo féminin, elle est médaillée de bronze aux Jeux olympiques d'été de 2004 et championne du monde en 2003.